# Ecphora
Ecphora is een geslacht van uitgestorven mollusken, dat leefde van het Laat-Oligoceen tot het Plioceen.

## Beschrijving
Deze zeeslak had een schelp met een tamelijk kleine en torenvormige spira (alle windingen behalve de laatste winding bij een gespiraliseerde schelp) en een eenvoudige sculptuur van zware kielen. De windingen werden gedomineerd door twee zware kielvormige spiraalrichels, dikwijls voorzien van een lengtegroef, met op de onderste winding nog een of twee extra kielen. Het sifonaal kanaal vertoonde een scherpe achterwaartse buiging en een serie van eerdere uitmondingen bevond zich in een spiraal rond het rostrum. De lengte van de schelp bedroeg ongeveer 10 cm.

## Leefwijze
Dit carnivore, mariene geslacht bewoonde ondiepe wateren.